# 聖安東尼奧 (薩爾托省)
31°21′S 57°46′W / 31.350°S 57.767°W

聖安東尼奧（西班牙語：San Antonio），是烏拉圭的城鎮，位於該國西北部，由薩爾托省負責管轄，距離薩爾托17公里，始建於1875年，主要經濟活動有農業和牧牛業，2011年人口877。